# Język grenlandzki
Język grenlandzki (gren. kalaallisut) –  język z rodziny eskimo-aleuckiej, używany na Grenlandii. Jest czasem uznawany za jeden z wariantów języka inuktikut. Ma trzy główne dialekty: avanersuaq (północna Grenlandia), tunu (wschodnia Grenlandia) i kitaa (zachodnia Grenlandia). Z punktu widzenia typologii lingwistycznej wykazuje charakter aglutynacyjny i polisyntetyczny.
Według danych z 2007 roku posługuje się nim 57 tys. osób (w tym 7 tys. rozproszonych użytkowników na terytorium Danii). W użyciu jest także język duński.  Występuje wiele zapożyczeń duńskich (są to wyrazy związane z chrześcijaństwem).
Funkcję języka standardowego pełni dialekt zachodniogrenlandzki z okolic Sisimiut, Maniitsoq i Nuuk. Mimo że dialekt ten wykazuje pewne odrębności względem innych, można się nim porozumieć także na wschodzie Grenlandii, a nawet w Qaanaaq (Thule). Ponadto na Grenlandii jest wydawanych kilka gazet w tym języku, a publiczna rozgłośnia KNR nadaje w nim programy radiowe i telewizyjne. Aby zapobiec wymarciu języka grenlandzkiego, uczy się go w tamtejszych szkołach.
W przeciwieństwie do wielu innych rodzimych języków Ameryki Północnej nie uchodzi on za silnie zagrożony wymarciem (choć przez pewien okres odnotowano duży spadek jego użycia). W latach 70. XX w. znacznie wzrosło jego znaczenie, a od 1979 roku jest objęty statusem języka narodowego. Niemniej dialekt Nuuk przeszedł pewne zmiany pod wpływem powszechnej dwujęzyczności mieszkańców.
Od 21 czerwca 2009 roku językiem urzędowym Grenlandii jest język grenlandzki.

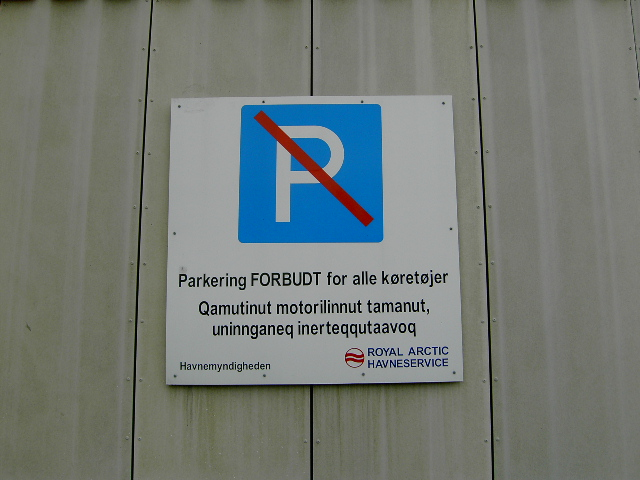
Dwujęzyczny znak po duńsku (wyżej) i grenlandzku (niżej).

## Fonologia

### Samogłoski
Przed spółgłoską języczkową ([q] albo [ʁ]) fonem /i/ jest realizowany jako [e] albo [ɛ], a /u/ jako [o] albo [ɔ]. Ta alternacja ma odwzorowanie we współczesnej standardowej ortografii: przed <q> i <r> litera <e> oznacza fonem /i/, a <o> – fonem /u/.
Samogłoski podwójne są wymawiane jako dwie mory, fonologicznie są więc sekwencjami samogłosek, nie długimi samogłoskami, zapisywane są jednak za pomocą dwóch samogłosek. Nie ma akcentu wyrazowego jako takiego, ale sylaby ciężkie (z podwójną samogłoską albo przed zbitką spółgłosek) brzmią jak akcentowane. Niektóre rodzaje intonacji również brzmią jak akcentowanie.

### Spółgłoski
Symbol pomiędzy ukośnikami // oznacza fonem, a następująca po nim litera to zapis tego fonemu według nowej standardowej ortografii języka grenlandzkiego z 1973.
|             | Wargowa   | Dziąsłowa          | Podniebienna | Miękkopodniebienna | Języczkowa |
| ----------- | --------- | ------------------ | ------------ | ------------------ | ---------- |
| Zwarta      | /p/ - p   | /t/ - t            |              | /k/ - k            | /q/ - q    |
| Szczelinowa | /v/ - v~f | /s/ - s            |              | /ɣ/ - g            |            |
| Nosowa      | /m/ - m   | /n/ - n            |              | /ŋ/ - ng           |            |
| Płynna      |           | /l/ - l ~ /ɬ/ - ll |              |                    | /ʁ/ - r    |
| Półotwarta  |           |                    | /j/ - j      |                    |            |

Fonologia języka grenladzkiego odróżnia się od fonologii innych języków inuickich swoją asymilacją fonetyczną. Przykład: Jedno z najszerzej znanych słów w Inukitut to iglu („dom”); jego odpowiednik zaś w grenlandzkim to illu – inuktitucka zbitka /gl/ została zasymilowana do bezdźwięcznej spółgłoski bocznej.

## Gramatyka
Język grenlandzki, podobnie jak inne języki inuickie, ma charakter polisyntetyczny i ergatywny. Niemal brak w nim słów złożonych, składa się głównie ze słów pochodnych.
Grenlandzki posiada czasowniki przechodnie i nieprzechodnie. Rozróżnia cztery osoby (pierwszą, drugą, trzecią i obwiatyw), dwie liczby (pojedynczą i mnogą; bez podwójnej, właściwej językowi inuktitut), osiem trybów (oznajmujący, imiesłów, rozkazujący, optativus i trzy rodzaje łączącego), dziesięć przypadków (absolutivus, ergativus, equativus, narzędnik, miejscownik, allativus, ablativus, prolativus; dla niektórych rzeczowników też mianownik i biernik).

## Ortografia

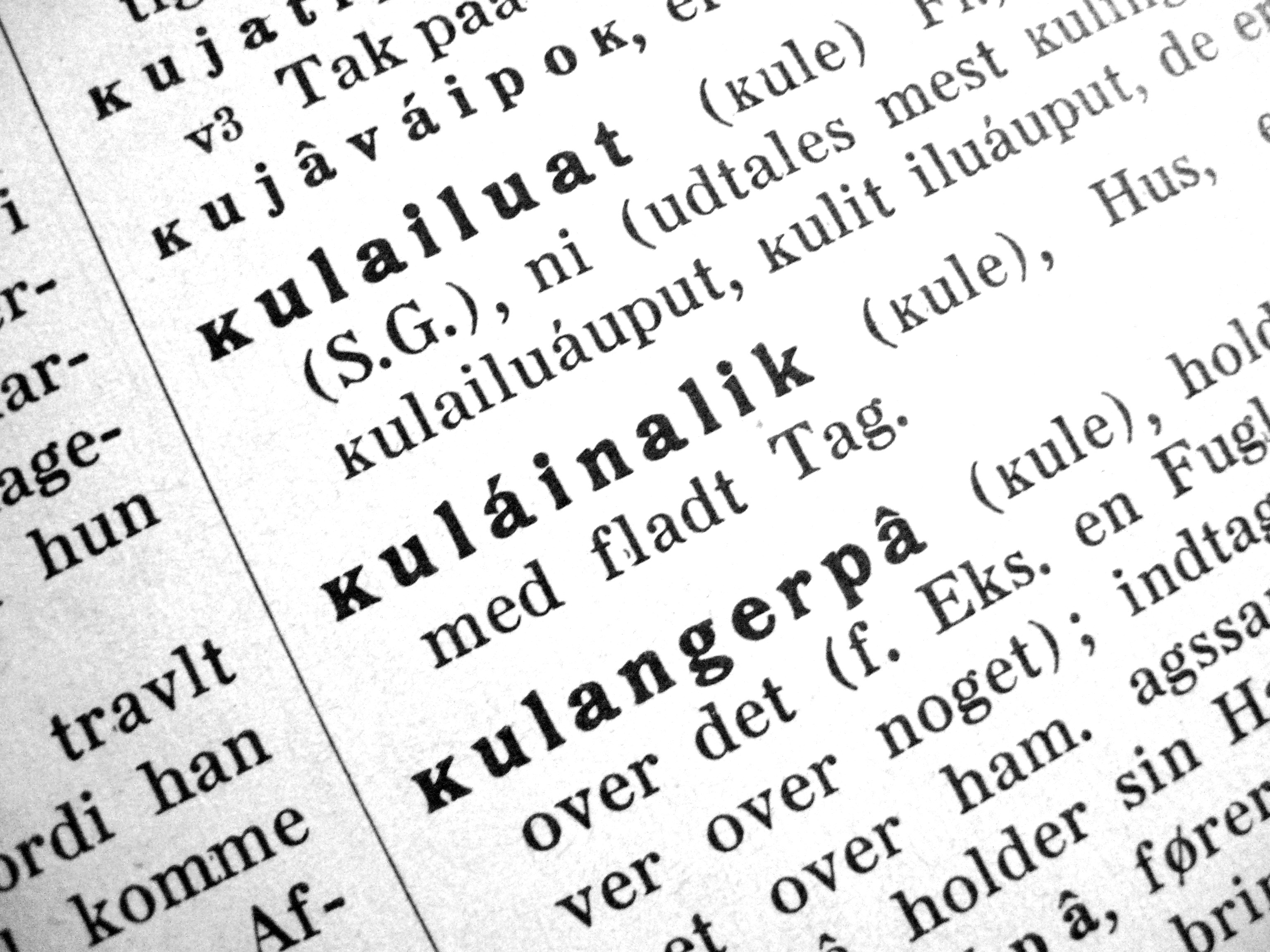
Wygląd litery ĸ w grenlandzko-duńskim słowniku z 1926 r.

W przeciwieństwie do kanadyjskich języków eskimo-aleuckich język grenlandzki jest zapisywany alfabetem łacińskim, a nie alfabetem inuktitut (odmianą sylabariusza kanadyjskiego). Specjalna litera, Kra (ĸ), była używana, dopóki reforma ortograficzna z 1973 nie zastąpiła jej literą q.